# Run (sport)
Een run is in het honkbal, softbal en cricket de term waarmee een punt wordt aangeduid. In de motorsport is een run de aanduiding van eenmaal de wedstrijdafstand, in de atletiek een benaming voor hardloopwedstrijden.

## Honk- en softbal
In honk- en softbal kan dit punt gescoord worden als een speler van het slagpartij over de thuisplaat loopt na eerst de andere drie honken te hebben gepasseerd zonder uit te gaan. Het doel van beide sporten is meer van deze runs te scoren dan de tegenstander.
Als het in een wedstrijd erg lastig is om een run te scoren, wordt er vaak gebruik gemaakt van de tactiek dat zodra er een honkloper op een honk staat hem naar de volgende te helpen door een opofferingsstootslag. Daarna probeert de volgende slagman de honkloper over de thuisplaat te krijgen door een verre bal die niet op tijd naar de thuisplaat kan worden geworpen.
Een bijzondere run is de homerun: hierbij slaat de slagman zelf zijn punt binnen.

## Cricket
In het cricket is de run vergelijkbaar met een punt, in één wedstrijd worden er normaal gesproken veel gemaakt. Als de bal door een batsman wordt geslagen, kunnen beide batsmans besluiten om elkaar op de pitch te kruisen en daarmee van positie te wisselen. Dit levert één run op, en zij kunnen na het maken van een run direct nog een run maken, door elkaar weer te kruisen en van positie te wisselen. Er zijn andere manieren om runs te krijgen, als de batsman bijvoorbeeld de bal uit het veld slaat, krijgt hij 4 runs. Als dit gebeurt zonder dat de bal de grond raakt, krijgt de batsman in plaats van 4 runs 6 runs.

## Motorsport
In de motorsprint en dragrace is een run eenmaal de wedstrijdafstand (een halve of een kwart mijl). Bij motorsprint is bij elke run (die individueel wordt gereden) de tijd bepalend, bij dragrace bestrijden twee rijders elkaar en wint degene die als eerste aankomt. Een bye run is een run waarbij de tegenstander ontbreekt, bijvoorbeeld door materiaalpech.

## Atletiek
Hardloopwedstrijden worden wel aangeduid als run, soms als jargon, soms in de naam, bijvoorbeeld de Roparun, de Groet uit Schoorl Run, de Run Winschoten en de Montferland Run.